# Thorigné-Fouillard
Thorigné-Fouillard (en bretó Torigneg-Fouilharzh, en gal·ló Toreinyaé-Folhard) és un municipi francès, situat a la regió de Bretanya, al departament d'Ille i Vilaine. L'any 2006 tenia 7.054 habitants.

## Demografia
| 1962                                       | 1968 | 1975  | 1982  | 1990  | 1999  |
| ------------------------------------------ | ---- | ----- | ----- | ----- | ----- |
| 781                                        | 892  | 2.048 | 3.591 | 5.257 | 6.625 |
| Des de 1962: població sense dobles comptes |      |       |       |       |       |

## Administració
| Període | Identitat            | Partit |
| ------- | -------------------- | ------ |
| 2001-   | Jean-Jacques Bernard | PS     |

## Personatges il·lustres
- Bertrand d'Argentré, historiador